# Dulliken
Dulliken est une commune suisse du canton de Soleure, située dans le district d'Olten.

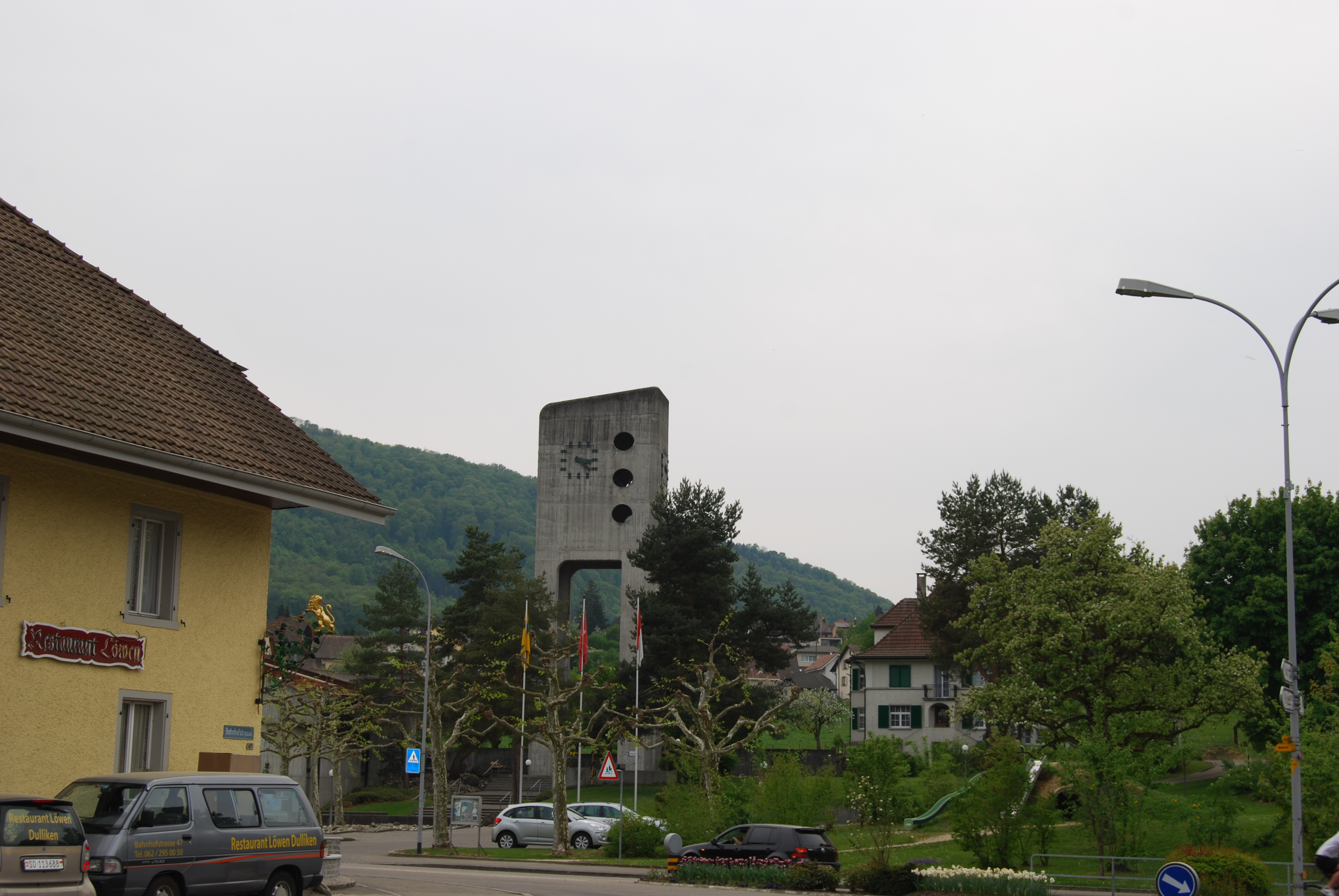
Dulliken

Vue aérienne (1968)